# Craig David
Craig David (n. 5 mai 1981) este un cântăreț și textier englez. El a debutat în anul 1999 prin intermediul discului single „Re-Rewind”, o colaborare cu formația Artful Dodger care a devenit unul dintre cele mai cunoscute cântece ale acelui an în Regatul Unit. La scurt timp a început comercializarea albumului Born to Do It, material ce conține șlagărele — „Fill Me In”, „7 Days” și „Walking Away” — toate obținând poziții fruntașe în ierarhiile de specialitate. Materialul s-a comercializat în peste șapte milioane de exemplare la nivel global, fiind răsplătit cu multiple discuri de aur și platină.
Al doilea album al interpretului, Slicker Than Your Average, a fost lansat la scurt timp, el fiind recompensat cu un triplu disc de platină în țara natală a solistului. De pe acest album a fost promovată înregistrarea „Rise & Fall”, care a devenit cel mai cunoscut single al discului. The Story Goes..., a fost lansat la trei ani distanță, fiind precedat de șlagărul „All The Way”. Începând cu anul 2007, cariera lui David a înregistrat un declin, materialele lansate după această dată înregistrând vânzări slabe.
În urma încheierii unui contract de promovare cu Universal Music Group, interpretul a început înregistrările albumului Signed Sealed Delivered, care a fost lansat în martie 2010. David a fost nominalizat de douăsprezece ori la Premiile BRIT: de trei ori pentru cel mai bun cântăreț britanic, și a fost nominalizat de două ori la Premiile Grammy pentru cel mai bun artist de muzică pop.

## Copilăria și primele activități muzicale
David s-a născut pe data de 5 mai 1981 în orașul englez Southampton, unde și-a petrecut și copilăria. Acesta a crescut într-o familie multiculturală, mama sa având descendenți evrei, în timp ce tatăl său este originar din Grenada. Tatăl său, George David, a fost componentul unei formații de muzică reggae numită Ebony Rockers, care s-a bucurat de succes la nivel regional în anii '80. La vârsta de doisprezece ani a început să studieze chitara, interpretând cântece clasice. Cu toate acestea, a renunțat la scurt timp, dorindu-și să aprofundeze partea de interpretare vocală.
Doi ani mai târziu a început să lucreze într-un local, în urma unui recital susținut anterior în același club. În anul 1997, David l-a întâlnit pe producătorul Mark Hill, care deținea studioul de înregistrări „Off the Wharf”, cu care a început o colaborare la scurt timp. Împreună, cei doi au realizat compoziția „What Ya Gonna Do?”, pe care aceștia au lansat-o (din fonduri proprii) prin intermediul discurilor de vinil. Cântecul s-a bucurat de succes într-un spațiu restrâns din Anglia, fiind distribuit în orașe precum Bristol, Londra sau Manchester. Un al doilea single compus de cei doi, „Re-Rewind” a devenit unul dintre cele mai cunoscute cântece ale anului 1999 în Regatul Unit, ocupând poziția secundă în UK Singles Chart.

## Cariera artistică

### 2000 — 2003: Debutul discografic și notorietatea mondială
În urma succesului înregistrat de colaborările sale, David a lansat și primul său disc single pe cont propriu în aprilie 2000. „Fill Me In” s-a dovedit a fi o înregistrare populară în țara natală a solistului, Regatul Unit, unde a urcat pe locul 1 în ierarhia oficială. Această reușită l-a transformat pe artist în cel mai tânăr cântăreț britanic de sex masculin ce deține o compoziție clasată pe prima poziție în UK Singles Chart. Piesa s-a bucurat de succes și în țări precum Australia, Olanda sau Statele Unite ale Americii, teritoriu unde a câștigat treapta cu numărul 15. Cântecul a fost succedat de lansarea discului single „7 Days”, care a fost promovat la scurt timp. Înregistrarea s-a bucurat de aprecieri la nivel global, devenind cel mai cunoscut șlagăr al solistului și singura intrare în primele zece trepte ale clasamentului Billboard Hot 100. Atât „Fill Me In”, cât și „7 Days” s-au comercializat în peste 400.000 de exemplare pe teritoriul britanic, lucru reflectat de discurile de aur primite pentru aceste reușite.
Albumul de debut al artistului, Born to Do It, a început să fie distribuit în Regatul Unit începând cu data de 12 august 2000. Numărul ridicat de exemplare vândute pe teritoriul acestei țări au determinat debutul pe cea mai înaltă treaptă a clasamentului oficial UK Albums Chart. Materialul a fost apreciat de criticii muzicali de specialitate, recenziile fiind majoritar pozitive. Discul s-a dovedit a fi un succes la nivel global, debutând în top 10 în aproape toate listele muzicale de specialitate din Europa și Oceania. Born to Do It s-a comercializat în peste șapte milioane de unități la nivel mondial, 1,8 milioane dintre acestea fiind vândute doar în Regatul Unit. Albumul a primit discul de platină în peste douăzeci de țări, printre care Australia sau S.U.A., în ultima regiune comercializându-se în peste 1,5 milioane de copii. „Walking Away”, al treilea single al materialului a devenit cel mai cunoscut cântec al anului 2001 în Noua Zeelandă. Ultima înregistrare menită să promoveze albumul, „Rendezvous”, s-a bucurat de clasări apropiate de predecesorii săi doar în țara natală a solistului. Born To Do It a fost plasat pe locul secund într-un clasament compilat de MTV, ierarhie ce reliefează cele mai bune albume lansate.
În octombrie 2002 a fost lansată înregistrarea „What's Your Flava?”, ce anunța promovarea celui de-al doilea album de studio al artistului, Slicker Than Your Average. Spre deosebire de primele trei discuri single ale cântărețului, compoziția a obținut clasări mediocre în ierarhiile oficiale, nereușind să câștige poziții de top 10 decât în Australia și Regatul Unit. Fiind distribuit lanțurilor de magazine la scurt timp, materialul discografic (intitulat Slicker Than Your Average) a înregistrat un start mai slab decât Born to Do It, însă a beneficiat de vânzări ridicate în teritorii precum Australia sau Regatul Unit, unde a fost răsplătit cu multiple discuri de platină. „Rise & Fall” — un duet cu interpretul Sting — a devenit cea mai populară compoziție de pe discul Slicker Than Your Average, readucându-l pe David între primele trepte ale ierarhiilor mondiale. Promovarea albumului s-a realizat cu ajutorul altor patru discuri single — „Hidden Agenda”, „Spanish”, „World Filled with Love” și „You Don't Miss Your Water” — primele trei activând moderat în clasamentele oficiale.

### 2005 — 2006:«The Story Goes...» și contractul cu Warner Music

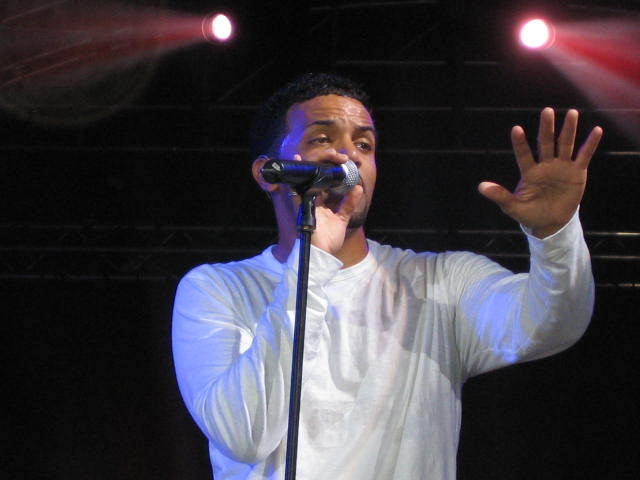
Craig David în timpul unui concert susținut la Somerset House în Londra, 2005.

În urma prestaților dezamăgitoare înregistrate de materialele lansate de Victoria Beckham și de sumele ridicate investite în acest proiect, casa de discuri cu care David era sub contract a dat faliment. Acest lucru a fost confirmat de Su-Elise Nash, fosta componentă a grupului Mis-Teeq. În urma acestui eveniment, solistul a semnat un contract de promovare cu compania Warner Music. În vara anului 2005 a început promovarea primului disc single ce urma a fi lansat sub egida Warner Music, „All The Way”. Înregistrarea anunța comercializarea unui nou material discografic de studio cu semnătura interpretului. Piesa a debutat pe poziția cu numărul 3 în ierarhia UK Singles Chart, devenind cel de-al unsprezecelea cântec al lui David ce urcă în primele zece trepte ale clasamentului britanic. În luna septembrie a aceluiași an a început distribuirea albumului The Story Goes..., care a intrat în listele muzicale din Regatul Unit pe locul 5, însă a înregistrat clasări superioare într-o serie de țări europene.
Discul a fost apreciat de critica de specialitate, albumul fiind notabil pentru faptul că înregistrările sunt mult mai personale decât cele aflate pe materialele Born to Do It și Slicker Than Your Average. Sharon Mawer de la Allmusic afirmă faptul că „David a oferit The Story Goes... ca un album foarte personal compus cu ajutorul experienței sale personale acumulate de-a lungul anilor”. De asemenea, materialul a fost considerat a fi un hibrid între „stilul R&B adoptat de Usher și primele sale cântece hip-hop realizate cu Artful Dodger”. Discul nu a beneficiat de promovare și de o dată de lansare în Statele Unite ale Americii, casa de discuri a solistului nefiind de acord cu distribuirea albumului fără a realiza un grup de piese adiționale care ar fi fost potrivite pentru audiența americană. Cu toate acestea, în Regatul Unit The Story Goes... s-a bucurat de aprecieri, comercializându-se în peste 600.000 de exemplare, lucru reflectat de un dublu disc de platină. Ultimul single al albumului, balada „Unbelievable”, a fost lansată doar în țara natală a interpretului, ocupând poziția cu numărul 18. Un remix al înregistrării „Hypnotic” se preconiza a fi următorul single, însă promovarea sa a fost anulată.

### 2007 — 2008:«Trust Me» și prima colecție de șlagăre

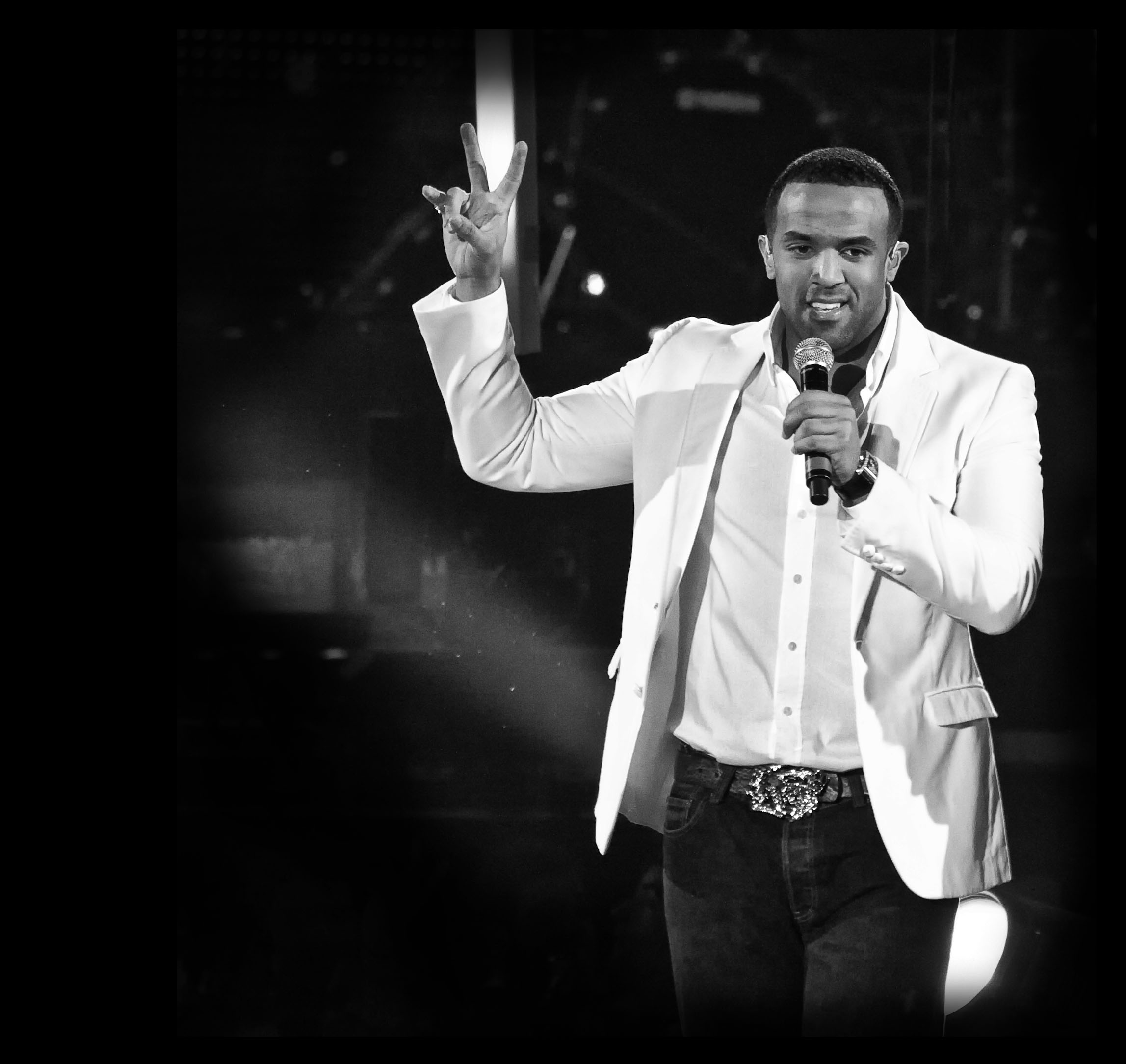
Craig David în Spania, 2008

În august 2007 a fost lansată înregistrarea „This Is the Girl”, o colaborare cu interpretul britanic de muzică rap Kano. Compoziția a fost extrasă pe disc single spre a promova albumul London Town al celui din urmă artist. „This Is the Girl” a fost lansată atât în format CD, cât și în format digital, ocupând locul 18 în UK Singles Chart timp de două săptămâni.
La scurt timp a început campania de promovare a primului single oficial extras de pe albumul Trust Me, cel de-al patrulea material discografic de studio din cariera solistului. Comercializarea piesei „Hot Stuff (Let's Dance)” a luat startul pe data de 5 noiembrie 2007, dată la care au început să fie distribuite primele compact discuri. La scurt timp piesa avea să ocupe poziția cu numărul 7 în ierarhia britanică. Cântecul a fost promovat și în alte teritorii ale lumii, prezențe notabile fiind înregistrate și în țări precum Finlanda sau Suedia. În ciuda succesului câștigat de înregistrare și de recenziile favorabile primite de album, Trust Me a debutat pe locuri mediocre, spre deosebire de predecesorii săi. Vânzările au fost și ele scăzute, materialul reușind cu greu să depășească 100.000 de exemplare vândute în Regatul Unit. Deși a beneficiat de o lansare în S.U.A., discul nu a reușit să intre în Billboard 200, în timp ce „Hot Stuff (Let's Dance)” a obținut poziționări mediocre în ierarhiile de muzică dance. Alte două cântece — „6 of 1 Thing” și „Officially Yours” — au beneficiat de campanii de promovare și de câte un videoclip. Primul dintre acestea a intrat în top 40 în Bulgaria și UK Singles Chart, în timp ce ultimul a obținut un dezamăgitor loc 158.
La un an distanță, în toamna anului 2008 a fost lansată o compilație, Greatest Hits, ce include doisprezece cântece lansate anterior de solist, alături de altele trei — „Insomnia”, „Where's Your Love” și „Just My Imagination” — compuse pentru a fi adăugate pe disc. „Where's Your Love” a fost lansat ca primul single al albumului doar în Irlanda și Regatul Unit însă a obținut clasări dezamăgitoare. Un al doilea single, „Insomnia”, a fost lansat la nivel mondial, a devenit un șlagăr în Belgia și Rusia. Warner Music a început distribuirea albumului pe teritoriul britanic la data de 24 noiembrie 2008, locație unde materialul nu s-a bucurat de atenție sporită, lucru reflectat de locul 48 câștigat în ierarhia albumelor. Clasări superioare au fost înregistrat doar în Belgia sau Spania. Acesta a fost ultimul disc lansat de artist sub patronajul Warner Music.

### 2009 — 2010: Contractul cu Universal Music și noul album
Interpretul a vizitat pentru întâia dată România în prima jumătate a anului 2009, în vederea susținerii unui recital. Concertul a avut loc pe data de 26 iunie el fiind găzduit de clubul bucureștean Turabo Society Club. Solistul a interpretat un total de zece piese, printre care „7 Days”, „Walking Away” sau „What's Your Flava”. După încheierea tuturor formelor de promovare realizate pentru discul Greatest Hits și sfârșitul colaborării cu Warner Music, solistul a semnat un contract cu Universal Music. La scurt timp artistul a început înregistrările pentru un nou material discografic de studio, primul single oficial al acestui album — „One More Lie (Standing In The Shadows)” — urmând a fi lansat pe data de 15 martie 2010. Premiera videoclipului s-a materializat în cea de-a doua parte a lunii ianuarie 2010, concomitent fiind anunțată și data de la care va începe comercializarea materialului de proveniență, ea fiind stabilită la doar șapte zile de la promovarea discului single. Înregistrarea lui David folosește o mostră din șlagărul „Standing in the Shadows of Love” al formației The Four Tops, piesă care a ocupat locul 6 în Billboard Hot 100.
Albumul, intitulat Signed Sealed Delivered, va conține o serie de preluări ale unor piese celebre, versiunile interpretate de solist fiind reorchestrate și actualizate. Între timp, cântărețul a colaborat cu interpretul britanic Jay Sean la înregistrarea „Stuck In The Middle”, inclusă pe versiunea distriubuită în Regatul Unit a albumului lui Sean, All or Nothing.

### 2011 — 2012: Colaborări și lansarea, materiale noi și lansarea lui TS5
David a anunțat pe Twitter că va lucra cu producătorul Jim Beanz la următorul album. De asemenea, a anunțat că va mai colabora cu August Rigo și Fraser T Smith. În timpul unui spectacol desfășurat în Russia, David a confirmat faptul că a părăsit casa de discuri Universal Records și că speră că își va lansa noul său album în SUA și Regatul Unit. În februarie 2011 David a participat la Comic Relief, parte a Red Nose Day 2011. Alături de celebrități precum Dermot O'Leary, Olly Murs și Lorraine Kelly au călătorit pe jos mai mult de 100 de kilometri prin deșertul Keniei pentru a strânge bani pentru prevenirea orbirii în Africa..
În mai 2011 David a fost invitat la emisiunea Les Anges 2 de pe NRJ12, în care a oferit sfaturi participanților despre cum să-și ducă viața în Miami. David a colaborat cu Erick Morillo la melodia Fly Away de pe compilația Subliminal Invasion, lansată pe 1 august 2011. David a interpretat mai multe piese la Concertul dedicat în memoria lui Michael Jackson, care a avut loc la Cardiff pe Millennium Stadium la data de 8 octombrie 2011. A mai colaborat cu Erick Morillo și la cântecul „Get Drunk Up”, lansat la radio și pe YouTube. Morillo a dezvăluit faptul că David va mai colabora la un proiect cu Harry Romero și José Nunez, printre care se va număra și remixul piesei ”Get Drunk Up”.
David este gazda și DJ-ul propriei petreceri de la proprietatea sa din Miami. Aceasta are loc în fiecare duminică, și este cunoscută ca TS5, cu petrecerea fiind înregistrată și pusă pe SoundCloud. Poate fi ascultată și pe frecvențele postului de radio Kiss FM UK în fiecare duminică la 11 seara, începând cu data de 11 noiembrie 2012.

### 2013: Turneul și următorul albumFollowing My Intuition
În ianuarie 2013 David a anunțat pe Twitter că a semnat un contract cu Universal Music Publishing Group (UMPG). Astfel, fosta sa casă de discuri Bootyman Music Publishing se unește pentru a deveni JEM Music. Ea se va ocupă de descoperirea de noi artiști din toată lumea.
Începând cu luna martie a anului 2013, David a concertat în cadrul unui turneu internațional, cu trei reprezentații în Australia, urmate de patru în Franța, Belgia și Olanda, și finalizat în mai cu patru concerte de-a lungul Angliei (Birmingham, Manchester, Southampton și Londra). În aceste concerte David a lansat o nouă piesă, „Less Is More”, și a confirmat faptul că a început înregistrările la un nou album , Following My Intuition, care va fi lansat în 2014. În septembrie 2013, Capital FM a anunțat că TS5 se va desfășura în capitala Angliei, și va avea loc în fiecare vineri, de seara până la miezul nopții. La 2 iulie 2014 David a publicat un fragment al melodiei intitulate „Cold” pe profilul său de SoundCloud. În 2015 susține mai multe concerte în mai multe țări europene, China și Australia.

## Vocea și stilul muzical
Profilul vocal al interpretului se încadrează în categoria tenorilor, lucru remarcat de o serie de critici în recenziile făcute materialelor ale solistului. Primul album de studio al artistului a fost construit pe baza unor elemente specifice muzicii rhythm and blues, abordând însă și influențe ale stilurilor dance, electronica sau rap. Discul a fost remarcat datorită faptului că îmbină „soundul matur și atitudinea juvenilă”. Anterior lansării albumului Born To Do It, David a abordat un stil dance, înregistrările realizate în acea perioadă (alături de Mark Hill) fiind destinate cluburilor, localuri unde s-au bucurat de succes. Înregistrările au început să fie promovate la nivel național, ajungând să devină adevărate șlagăre. Acest stil a fost reluat de solist în anul 2008, prin intermediul cântecului „Where's Your Love”, însă nu s-a bucurat de aceleași aprecieri. Următoarele materiale discografice de studio ale lui David au avut o abordare similară cu Born to Do It, ele încorporând același stil muzical.

## Discografie
| Albume de studio - Born To Do It (2000) - Slicker Than Your Average (2002) - The Story Goes... (2005) - Trust Me (2007) - Signed Sealed Delivered (2010) - Following My Intuition (2014) | Alte albume - Greatest Hits (2008) |